# Hemsleya graciliflora
Hemsleya graciliflora är en gurkväxtart som först beskrevs av Hermann August Theodor Harms, och fick sitt nu gällande namn av Célestin Alfred Cogniaux. Hemsleya graciliflora ingår i släktet Hemsleya och familjen gurkväxter. Utöver nominatformen finns också underarten H. g. tianmuensis.